# Alessia Ventura
Alessia Ventura (Moncalieri, 10 aprile 1980) è una conduttrice televisiva, modella, showgirl e attrice italiana.

## Biografia

### Carriera
Nel 1994 debutta nel mondo della moda, partecipando come modella a diverse sfilate. Nel 1996 prende parte come concorrente al varietà di Canale 5 Sotto a chi tocca in cui rappresenta il Piemonte in veste di showgirl. Nelle stagioni televisive 1999-2000 e 2000-2001 è valletta del quiz di Rete 4 Ok, il prezzo è giusto!; in questo periodo decide di studiare recitazione e gira due importanti spot pubblicitari, uno per Piaggio insieme al disc jockey Albertino e l'altro per Citroën insieme a Gianluca Vialli. Dal 2000 al 2001 è modella e testimonial di Anni Luce Fitness.
Nel 2001 viene scritturata nella soap opera di Canale 5 CentoVetrine per interpretare il ruolo di Eleonora Sorrenti, mentre nelle stagioni 2001-2002 e 2002-2003 è una delle letterine di Passaparola. Nell'inverno 2004 partecipa come concorrente alla prima edizione del reality show di Rai 2 La Talpa. Dal 2004 al 2007 conduce, con Nicola Savino, la rubrica settimanale di informazione dedicata al cinema Sky Cine News in onda sui canali di Sky Cinema. Nel 2005 in estate è una delle inviate del docu-reality di Italia 1 On the road, ambientato in Spagna, mentre nell'autunno dello stesso anno è modella e testimonial dei capi d'abbigliamento Denny Rose.
Nel 2006 gira Una poltrona per due, sitcom in onda fino al 2008 che riassume i film proposti da Sky. Nell'inverno 2007 conduce con Carlo Conti lo show di prima serata di Rai 1 Fratelli di Test e in seguito entra nel cast fisso del varietà comico di seconda serata Sputnik in onda su Italia 1. Nella primavera 2007 affianca ancora Carlo Conti, questa volta nella conduzione dello show di Rai 1 I raccomandati in onda in prima serata, esperienza riconfermata anche per l'edizione successiva in onda nella primavera 2008; nello stesso periodo prende parte ad alcuni episodi della sitcom di Italia 1 Camera Café, e recita nella fiction di Canale 5 Carabinieri 7 nel ruolo di Roberta Dei Casati.
Nella stagione 2008-2009 conduce il talk show di gossip Crispy Show, prodotto da MTV, in onda su Bonsai Tv e Rosso Alice. Durante l'intero decennio del 2000, oltre ai già citati impegni televisivi prende parte come opinionista in vari talk show in onda sulle reti RAI e sulle reti Mediaset, e prosegue l'attività di modella e testimonial per molte case di moda. Nella stagione 2010-2011 è la valletta co-conduttrice del talk show sportivo Controcampo, in onda ogni domenica sera su Rete 4, prendendo il posto dell'ex velina Melissa Satta.
Nell'estate 2011 è inviata ad Alghero, con Rossano Rubicondi e Tessa Gelisio, per Sfilata d'amore e moda, evento in onda su Rete 4. Dal dicembre 2011 conduce con Stefano Chiodaroli il programma sportivo di intrattenimento Vuoi scommettere? in onda su Sky Sport 1; impegno conclusosi nel 2012, anno in cui ha aperto il suo profilo ufficiale su Twitter. Nel gennaio 2012 conduce insieme a Michele Criscitiello e Dan Peterson la nuova edizione di Aspettando il Gran Galà, evento in onda su Sportitalia.
Nella primavera 2012 diventa modella e testimonial della nuova collezione di Denny Rosee presenta la festa dell'Udinese per la seconda qualificazione consecutiva al girone dei preliminari di Champions League; in seguito, nel corso dell'estate 2012, diventa modella e testimonial della Collezione Estate 2012 di Denny Rose, è inviata (questa volta insieme a Raul Cremona) per il backstage dell'evento di Rete 4 Sfilata d'amore e moda, e conduce l'evento di Sportitalia Top 11 Tmw Media & Calciomercato insieme al giornalista sportivo Michele Criscitiello, diventa testimonial di Sisal Wincity. Nello stesso periodo diventa la special guest del m2o Live Summer Tour organizzato da radio m2o, diventa modella e testimonial della nuova collezione di Snelly Intimo, conduce insieme a Maurizio Compagnoni la presentazione ufficiale di squadra e staff tecnico del Siena per la stagione 2012-2013. Nell'autunno 2012 diventa modella e testimonial delle collezioni di Denny Rose denominate Maglieria Autunno 2012, Autunno 2012 e Inverno 2012 ed è la guest star della gara automobilistica Rally Legend. Nel dicembre 2012 è tra i "presenter" della prima edizione degli MTV Hip Hop Awards 2012, evento in onda su MTV.
Nel gennaio 2013 conduce insieme al giornalista sportivo Michele Criscitiello la nuova edizione di Aspettando il Gran Galà, evento in onda su Sportitalia. Nel febbraio 2013 è la madrina ufficiale Carnevale storico di Santhià, la kermesse di carnevale più antica del Piemonte. Nella primavera 2013 diventa modella e testimonial della nuova collezione di Snelly Intimo, ha partecipato al Forever Together Summer Show (evento di moda organizzato da Calzedonia per Italia 1) insieme a Melissa Satta e Federica Nargi, è la madrina ufficiale del Giro d'Italia, diventa modella e testimonial delle nuove collezioni Primavera 2013 ed Estate 2013 di Denny Rose.
Nell'estate 2013 è la madrina< del concorso Miss Stella del Mare, diventa modella e testimonial della nuova collezione di Snelly Intimo, conduce insieme al giornalista sportivo Michele Criscitiello l'edizione 2013 di Media e Calciomercato (evento in onda su Sportitalia) e presenta insieme a Marco Balestri l'edizione 2013 di Miss Reginetta d'Italia(evento in onda su Sky). Nell'autunno 2013 diventa la madrina della seconda edizione, di Torino Vertical Bike conduce lo spettacolo teatrale svizzero Il Colorado Show, è la madrina ufficiale del Giro d'Italia, diventa modella e testimonial della nuova collezione di Snelly Intimo. Nel dicembre 2013 diventa il volto degli spot televisivi intitolati Christmas is Coming di Expert e posa per il servizio fotografico di copertina Diari di Viaggio della rivista Marcopolo. Nell'inverno 2014 è la madrina della Grande festa di Carnevale del Casinò di Campione d'Italia e diventa modella e testimonial delle nuove collezioni di Snelly Intimo e di Denny Rose
Nella primavera 2014 è modella e testimonial della nuova collezione di Snelly Intimo e conduce insieme ad Alessia Reato il nuovo documentario di Rete 4 Blu Beach Paradyse Story. Le due conduttrici  anche come modelle e testimonial delle borse e dei bikini realizzati dalla casa di moda Yamamay in collaborazione con il marchio Carpisa. Sempre durante la primavera 2014, Alessia Ventura ha lavorato anche come modella e testimonial della collezione Estate 2014 di Denny Rose, come modella per la sfilata di Angelozzi Couture, e come madrina di Radio Bruno Estate. Nell'estate 2014 è la madrina del Barilla Center Summer Nights, ha guidato l'evento RidenDro & ScherzanDro ed è diventata la madrina (per il secondo anno consecutivo) dell'evento Torino Vertical Bike 2014. Nel settembre 2014 passa a Rai 2 sostituendo Laura Barriales nella conduzione del programma Mezzogiorno in famiglia diretto da Michele Guardì.
Grazie all'arrivo in Rai, dal settembre 2014 partecipa saltuariamente, come ospite e guest star, al programma di Rai 2 Detto fatto. Nell'autunno 2014 è modella e testimonial delle collezioni Autunno/Inverno 2014 di Snelly Intimo e di Denny Rose. Nell'estate 2015 è diventata la madrina (per il secondo anno consecutivo) di Radio Bruno Estate e conduce su Rai 1 il documentario vacanziero, in onda su in seconda serata, Sapore di Mare: Un'estate italiana. Nelle stagioni 2014-2015 e 2015-2016 viene confermata nella conduzione di Mezzogiorno in famiglia. Nel settembre 2015 è diventata la madrina del terzo Rally di Roma Capitale. Nel corso del 2015 e del 2016 è modella e testimonial delle varie collezioni di Snelly Intimo e di Denny Rose realizzate in quel periodo. Nel marzo 2016 è diventata la testimonial dei prodotti per capelli di Hair Company Professional. Nel 2017 conduce il programma Grand Tour d'Italia - Sulle orme delle eccellenze, in onda in seconda serata su Rete 4. Dal 2018 al 2024 è alla guida del programma di Italia 1 Drive Up, mentre nel 2022 approda a La7 come padrona di casa della rubrica Belli dentro belli fuori. Nell'estate dello stesso anno su La5 conduce Radio Bruno Estate.

## Filmografia

### Televisione
- CentoVetrine – soap opera, 14 episodi (2001)
- Una poltrona per due – sitcom (2006-2008)
- Sputnik – comedy show (2007)
- Camera Café – sitcom, episodio 4x92 (2008)
- Carabinieri – fiction, 16 episodi (2008)

## Programmi televisivi
- Sotto a chi tocca (Canale 5, 1996) Concorrente
- Ok, il prezzo è giusto (Rete 4, 1999-2001) Valletta
- Passaparola (Canale 5, 2001-2003) Letterina
- La talpa (Rai 2, 2004) Concorrente
- Sky Cine News (Sky Cinema, 2004-2007)
- On the Road  (Italia 1, 2005)
- Fratelli di Test (Rai 1, 2007) Co-conduttrice
- I raccomandati (Rai 1, 2007-2008) Co-conduttrice
- Crispy Show (Bonsai TV, 2008-2009)
- Controcampo (Rete 4, 2010-2011) Co-conduttrice
- William & Kate: Una storia d'amore (Wedding TV, 2011)
- Sfilata d'amore e moda (Rete 4, 2011-2012) Co-conduttrice
- Vuoi scommettere? (Sky Sport, 2011-2012)
- Gran Galà del calcio AIC (Sportitalia, 2012-2013)
  - Aspettando il Gran Galà del calcio AIC (Sportitalia, 2012-2013)
- Top 11 Tmw Media & Calciomercato (Sportitalia, 2012-2013)
- MTV Hip Hop Awards 2012 (MTV, 2012) Co-conduttrice
- Forever Together Summer Show (Italia 1, 2013) Modella
- Blu Beach Paradise Story (Rete 4, 2014)
- Radio Bruno Estate (Radio Bruno TV, 2007-2009, 2014-2020, 2022-2024; La5, 2022-2024)
- Mezzogiorno in famiglia (Rai 2, 2014-2016)
- Sapore di mare - Un'estate italiana (Rai 1, 2015)
- Speciale Sanremo (Radio Bruno TV, 2017-2019)
- Grand Tour d'Italia - Sulle orme dell'eccellenza (Rete 4, 2017)
- Drive Up (Italia 1, 2018-2025)
- Belli dentro belli fuori (LA7,  2022-2023)

## Pubblicità
- CantaTu (2012)
- Denny Rose (2012-2013)
- Expert (2013)
- Nice Intimo (2013-2014)
- Acqua & Sapone (2022-2024-2025)
- Scarpe Fly flot (2023)
- Meglio Alge by Idrocentro SPA (2024)